# Basra Sports City
Basra Sports City – kompleks sportowy w mieście Basra, w Iraku. Budowa rozpoczęła się w 2009 roku i została ukończona w 2013 roku. Koszt realizacji inwestycji wyniósł ok. 0,5 mld dolarów amerykańskich. W skład kompleksu wchodzi główny stadion o pojemności 65 000 widzów oraz mniejszy stadion z miejscami dla 10 000 osób – obydwa obiekty są wyposażone w bieżnię lekkoatletyczną; ponadto w ramach kompleksu miały powstać: kryty basen, kort tenisowy, welodrom, boiska treningowe, hotele oraz budynki mieszkalno-handlowe.
W 2013 roku na dwóch powstających stadionach kompleksu planowano rozegrać 21. Puchar Zatoki Perskiej, jednak imprezę przekazano Bahrajnowi, a Basra ma być gospodarzem kolejnej edycji turnieju.